# فلورید تیتانیوم (III)
فلورید تیتانیوم(III) (به انگلیسی: Titanium(III) fluoride) با فرمول شیمیایی TiF۳ یک ترکیب شیمیایی است. که جرم مولی آن 104.88 g/mol می‌باشد. شکل ظاهری این ترکیب، پودر قرمز-بنفش است.